# Добийся успіху 3: Все або нічого
«Досягни успіху 3: Все або нічого» (англ. Bring It On: All or Nothing) — американська спортивна комедія про змагання університетських груп підтримки.

## Сюжет
Коли відома Брітні Аллен переїздить з престижного Pacific Vista в робочий район Crenshaw Heights, її безхмарне життя корінним чином змінюється. Брітні не може порозумітися зі своїми одноклассниками, особливо з головною заводилою з команди-підтримки Каміллою. Але все ж їй вдається отримати місце в новій команді й стати вирішальною героїнею в боротьбі за участь у зйомках нового відео-кліпу молодої зірки Rihanna. Вступивши у змагання зі своїми колишніми однокласниками, вона добре розуміє, що тільки одна команда може «добитися успіху» і вписати своє ім'я в історію!

## Ролі
- Гейден Панеттьєр — Брітні Аллен
- Соланж Ноулз — Камілла
- Гас Карр — Джессі
- Марсі Рілан — Вінні Харпер
- Сінді Чіу — Амбер
- Даніель Савре — Бріанна
- Ерік Браскоттер — Тімоті Аллен
- Кірстен Воррен — Памела Аллен
- Ріанна — у ролі себе
- Свін Кеш — у ролі себе

## Виробництво
Оригінальна назва фільму — Bring It On Yet Again.
Гейден Панеттьєр і Даніель Савре також грали разом чирлідерш у т/с Герої (2006).

## Сприйняття
Оцінка на сайті IMDb — 5,7/10.